# 埃尔默兰冈
埃尔默兰冈（法語：Hermelinghen，法語發音：[ɛʁməlɛ̃ɡɑ̃]）是法国上法蘭西大區加来海峡省的一个市镇，属于加来区。

## 地理
埃尔默兰冈（50°48'8"N, 1°51'37"E）面积6.43 平方千米，位于法国上法蘭西大區加来海峡省，该省份为法国北部沿海省份，西北濒北海，南至索姆省，东临北部省。
与埃尔默兰冈接壤的市镇（或旧市镇、城区）包括：吉讷、阿朗邦、布克欧、菲耶讷、阿尔丹冈。

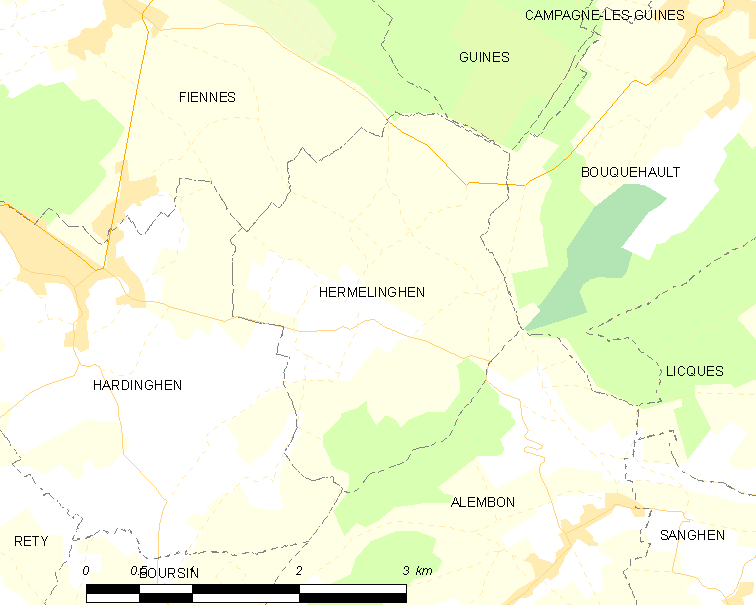
埃尔默兰冈的OSM定位图

埃尔默兰冈的时区为UTC+01:00、UTC+02:00（夏令时）。

## 行政
埃尔默兰冈的邮政编码为62132，INSEE市镇编码为62439。

## 政治
埃尔默兰冈所属的省级选区为加来第二县。

## 人口

1962-2008年间埃尔默兰冈人口变化图示

埃尔默兰冈于2022年1月1日时的人口数量为406人。